# Aztecs VC
Aztecs VC – północnoirlandzki klub siatkarski z Portadown. Założony został w 1976 roku. W sezonie 2010/2011 dwie sekcje klubu - Aztecs Eagles i Aztecs Warriors - uczestniczyć będą w rozgrywkach NIVA Men’s League.
Klub Aztecs VC ściśle współpracuje z Portadown College.

## Rozgrywki krajowe
W sezonie 2009/2010 w rozgrywkach NIVA Men’s League występowały dwie sekcje klubu Aztecs VC: Aztecs Old Boys (3. miejsce) oraz Aztecs Pumas (5. miejsce).
W sezonie 2010/2011 w najwyższej klasie rozgrywek klubowych w Irlandii Północnej udział brać będą Aztecs Eagles i Aztecs Warriors.
| Sezon     | Sekcja          | Rozgrywki       | Osiągnięcie |
| --------- | --------------- | --------------- | ----------- |
| 2009/2010 | Aztecs Old Boys | National League | 3. miejsce  |
| 2009/2010 | Aztecs Pumas    | National League | 5. miejsce  |
| 2010/2011 | Aztecs Eagles   | National League | 4. miejsce  |
| 2010/2011 | Aztecs Warriors | National League | 9. miejsce  |
| 2011/2012 | Aztecs Eagles   | National League | 6. miejsce  |
| 2012/2013 | Aztecs Eagles   | First Division  | 4. miejsce  |
| 2012/2013 | Aztecs Warriors | First Division  | 6. miejsce  |

## Rozgrywki międzynarodowe
Klub Aztecs VC nie występował dotychczas w europejskich pucharach.